# 44-es villamos (Bécs)
A bécsi 44-es jelzésű villamos Bécs belvárosát köti össze egy kijjebb eső városrésszel. Az egyik végállomása, Schottentor fontos átszállópont. A vonal 5,7 km hosszú. A vonalon csak alacsony padlós ULF villamosok közlekednek.

## Története
- Első üzemnap 1907 március 17-én, ekkoriban csak munkanapokon a csúcsidőben közlekedett Schottengasse - Hernals, Wattgasse útvonalon.
- 1946-ban Schottengasse - Teichgasse vonalvezetésre módosult, majd 1965-ben a nyugati, külső végállomása meghosszabbodott Dornbach/Güpferlingstraßehoz.
- A vonalat 2017 szeptember 2-án kicsit újra megvariálták, mivel az ortakringi szakaszon négy villamosvonal, a 2-43-44-46 felállásban egymással teljesen párhuzamosan haladt, kereszt irányba átszállási kényszer állt fenn, míg egyes útirányokat két viszonylat is lefedett. Így született a döntés, hogy a 2-es és 44-es vonalak útvonalát félúton felcserélik, így a 2-es Dornbachhoz, a 44-es Ottakringhez közlekedik. A viszonylatok a Johann-Nepomuk-Berger-Platztól cseréltek útvonalat, amit át is kellett építeni. A változások az U1-es metró hosszabbításához kötődő menetrendváltással léptek életbe.

## Járművek
A vonalon csak rövid ULF szerelvények közlekednek. A kocsikiadásról a 2017-es átszervezés előtt Hernals, napjainkban Ottakring kocsiszín gondoskodik.

## Megállóhelyei
| 44 (Schottentor ◄► Maroltingergasse) | 44 (Schottentor ◄► Maroltingergasse) | 44 (Schottentor ◄► Maroltingergasse) | 44 (Schottentor ◄► Maroltingergasse)         | 44 (Schottentor ◄► Maroltingergasse) |
| Perc (↓)                             | Megállóhely                          | Perc (↑)                             | Átszállási kapcsolatok                       |                                      |
| ------------------------------------ | ------------------------------------ | ------------------------------------ | -------------------------------------------- | ------------------------------------ |
| 0                                    | Schottentor végállomás               | 20                                   | U2 1, 37, 40, 41, 42, 43, 71, D, U2Z 1A, 40A |                                      |
| 3                                    | Landesgerichtsstraße                 | 17                                   | 43                                           |                                      |
| 4                                    | Lange Gasse                          | 15                                   | 5, 33, 43                                    |                                      |
| 5                                    | Skodagasse                           | 14                                   | 43 13A                                       |                                      |
| 6                                    | Brünnlbadgasse                       | 13                                   | 43                                           |                                      |
| 8                                    | Hernalser Gürtel                     | 11                                   |                                              |                                      |
| 9                                    | Yppengasse                           | 9                                    |                                              |                                      |
| 10                                   | Frauengasse                          | 8                                    |                                              |                                      |
| 12                                   | Johan-Nepomuk-Berger-Platz           | 7                                    | 2, 9                                         |                                      |
| 14                                   | Familienplatz                        | 5                                    | 10A                                          |                                      |
| 15                                   | Redtenbachergasse                    | 4                                    |                                              |                                      |
| 16                                   | Weinheimergasse                      | ∫                                    |                                              |                                      |
| 17                                   | Johannes-Krawarik-Gasse              | ∫                                    |                                              |                                      |
| ∫                                    | Ottakring                            | 3                                    | U3 S45 46 45A, 46A, 46B, 48A                 |                                      |
| ∫                                    | Maroltingergasse                     | 1                                    | 10, 46 45A, 46A, 46B                         |                                      |
| 18                                   | Maroltingergasse végállomás          | 0                                    | 10, 46 45A, 46A, 46B                         |                                      |